# 原始的な狩り (ピエロ・ディ・コジモ)
『原始的な狩り』（げんしてきなかり、伊: Caccia primitiva）、または『狩りの場面』（かりのばめん、英: A Hunting Scene）は、イタリア・ルネサンスの画家ピエロ・ディ・コジモが1494-1500年ごろに板上にテンペラ、油彩で制作した絵画である。「原始人の物語」の連作のうちの1枚で、ルネサンス時代に描かれた最も特異な作品の中に数えられる。作品は、対をなす『狩りからの帰還』とともにロバート・ゴードン (Robert Gordon) の寄贈品として、1875年にニューヨークのメトロポリタン美術館に収蔵された。

## 背景

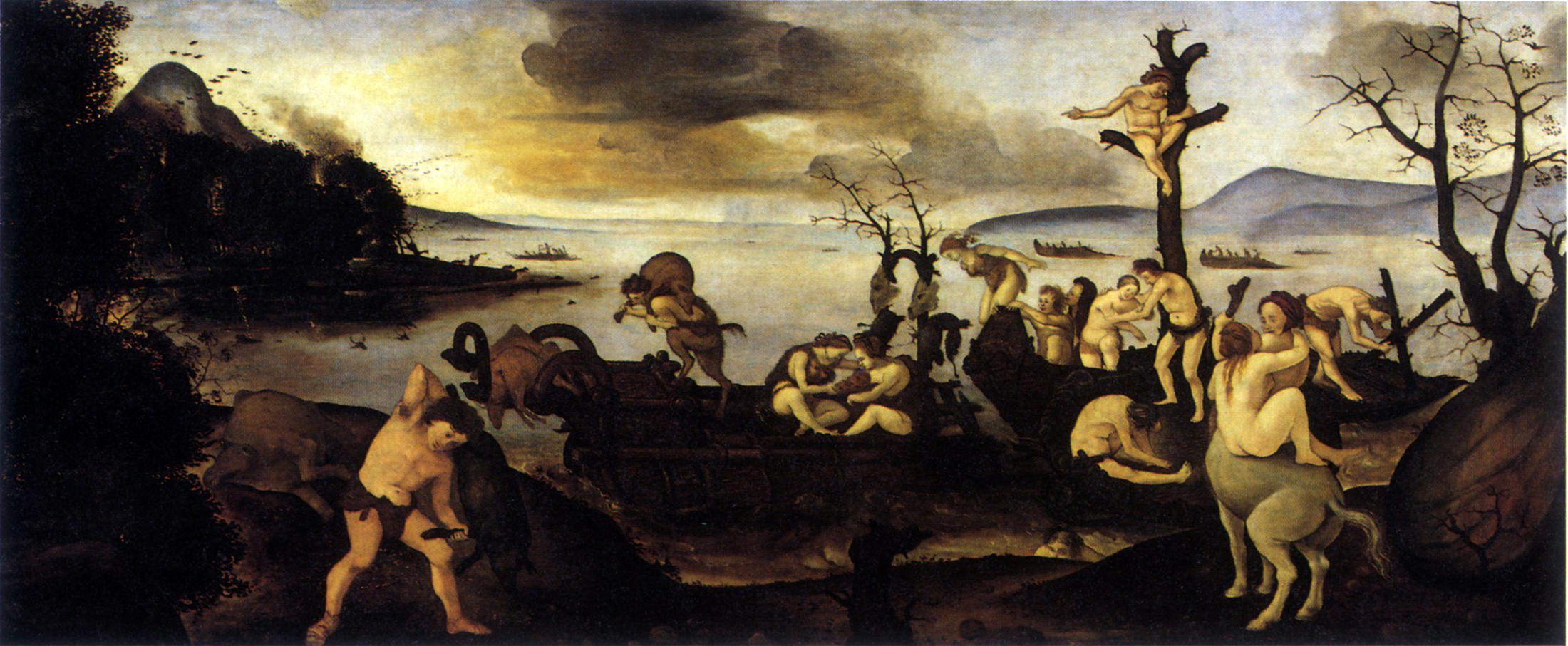
ピエロ・ディ・コジモ『狩りからの帰還』、メトロポリタン美術館

作品は、フィレンツェの羊毛商人フランチェスコ・デル・プッリエーゼ (Francesco del Pugliese) に委嘱され、デル・プッリエーゼ宮殿の1室を装飾していた絵画のうちの1点であると特定化されている。横長の形状により、本作はおそらくヘッドボードか、羽目板の壁か、長椅子の背板にはめ込まれていたことを示唆している。
『画家・彫刻家・建築家列伝』を表したマニエリスム期の画家・著作家のジョルジョ・ヴァザーリがそれらの絵画を見て、以下のように記述している。
(ピエロは) 一部屋の壁に、小さな人物像を配したさまざまな物語場面を制作した。ピエロがどの場面でも楽しんで描いた想像上の事物は多種多様で、架空の場面だけに、家屋、動物、衣服、さまざまな楽器、その他彼の頭に浮かんだ思いつきといったら到底筆舌に尽くしがたい。[…]優れた技術によって信じがたいほど辛抱強く描かれていた。
本作と対作品に見られる「原始人の狩り」という主題は、15世紀のフィレンツェの人文主義者たちがこうした主題に興味を持っていただろうという考えと同様に、注目に値する。1937年、美術史家のエルヴィン・パノフスキーは、本作と対作品の2点は、古代文学に記述されている人間の初期の歴史を描いたものだと論じた。典拠とされた可能性があるいくつかの書物の中で最も重要視されたのが、古代ローマのエピクロス主義の詩人ルクレティウスが1世紀に著した『事物の本性について』である。その第5巻の中で、ルクレティウスは古代人について以下のように記している。「[人間は]林や山のうつろ、森にすみ、藪の中にあらくれた体をかくした、[…]そして手と足の驚くべき強さに任せて森に住む野獣の類を投石や棍棒で追い求めた」。
パノフスキーは、本作と対作品の『狩りからの帰還』はヴァザーリの述べたようにより大きな連作絵画に属していたと主張したが、これら2作以外にこの連作をなしていたと考えられる他の作品との関係を構築するのは、大きさ、素材、主題のいずれからも難しいことが判明している)

## 作品

パオロ・ウッチェロ『森の中の狩猟』 (1470年ごろ)、アシュモリアン美術館

ピエロによる連作は、火の発見以前の、金属を知らず、それゆえ武器も知らなかった「人類の歴史」に関するものである。連作の第1作であるこの作品では、深い森林が表され、非規則な木々の連なりが鑑賞者の目を遠景に導いている。これは、パオロ・ウッチェロがすでに『森の中の狩猟』 (アシュモリアン美術館、オックスフォード) で用いている策略に従ったものである。
場面は、知られているあらゆる生物で混沌に陥っている。半裸体の人間、動物、半身半獣のサテュロス、ケンタウロスなどで溢れており、それらは獰猛で盲目的な闘いをしている。左から右に見ることができるのは以下の通りである。シカとイノシシの群れに跳びかかるクマとヒョウ。雌ライオンの鼻面に噛みつく白い大きな犬。闘う2匹のクマとライオンを引き離そうとする2人の人間。それらのクマとライオンを叩こうと大きな棍棒を振り上げるサテュロス。狩りで仕留めた牡牛を運ぶ革を纏った人間たち。中央右寄りで身をくねらせる動物を抱えているもう1人の人間。跳ねている馬を襲う人間。獲物とともに逃げるケンタウロス。棍棒を振りかざしながら近づく2人のサテュロス。 半身半獣の生物の存在は、それらが人間と動物の野蛮な結合の結果であるという信条に関連している。動物、半身半獣の生物、人間の間に心理的な相違はない。暗く、気味の悪い森の渓谷には、ほかの動物たちがいる。
同様に、パオロ・ウッチェロへの賛辞は、画面下部右側の死んでいる人間の姿にも明らかである。彼は、線遠近法に沿って堅固に、完璧な前面短縮法で表されている。この騒乱の中で、遠景の山火事から動物が逃げ出している。左右両側には、不毛で荒涼とした風景が見える。

## 部分

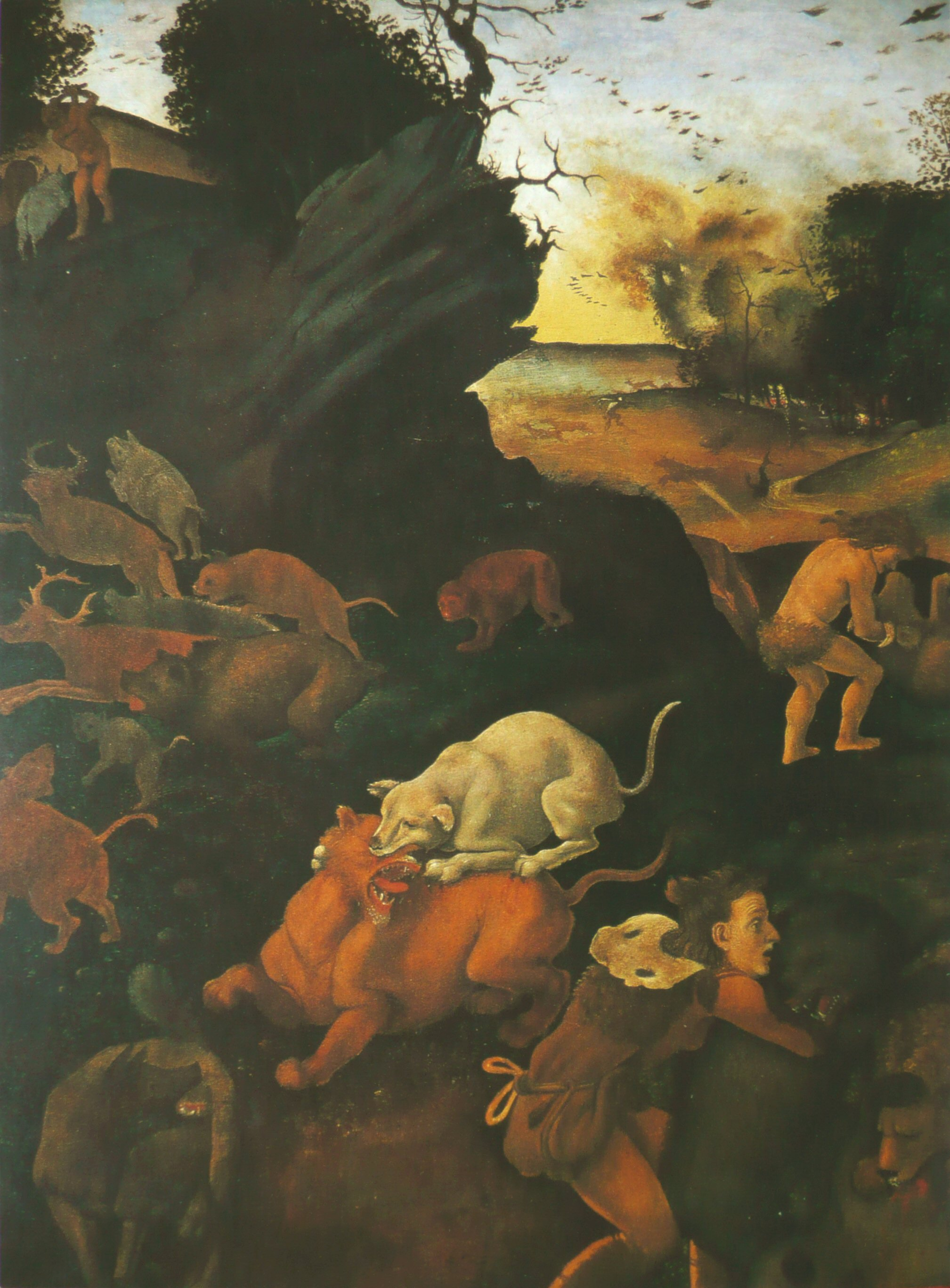
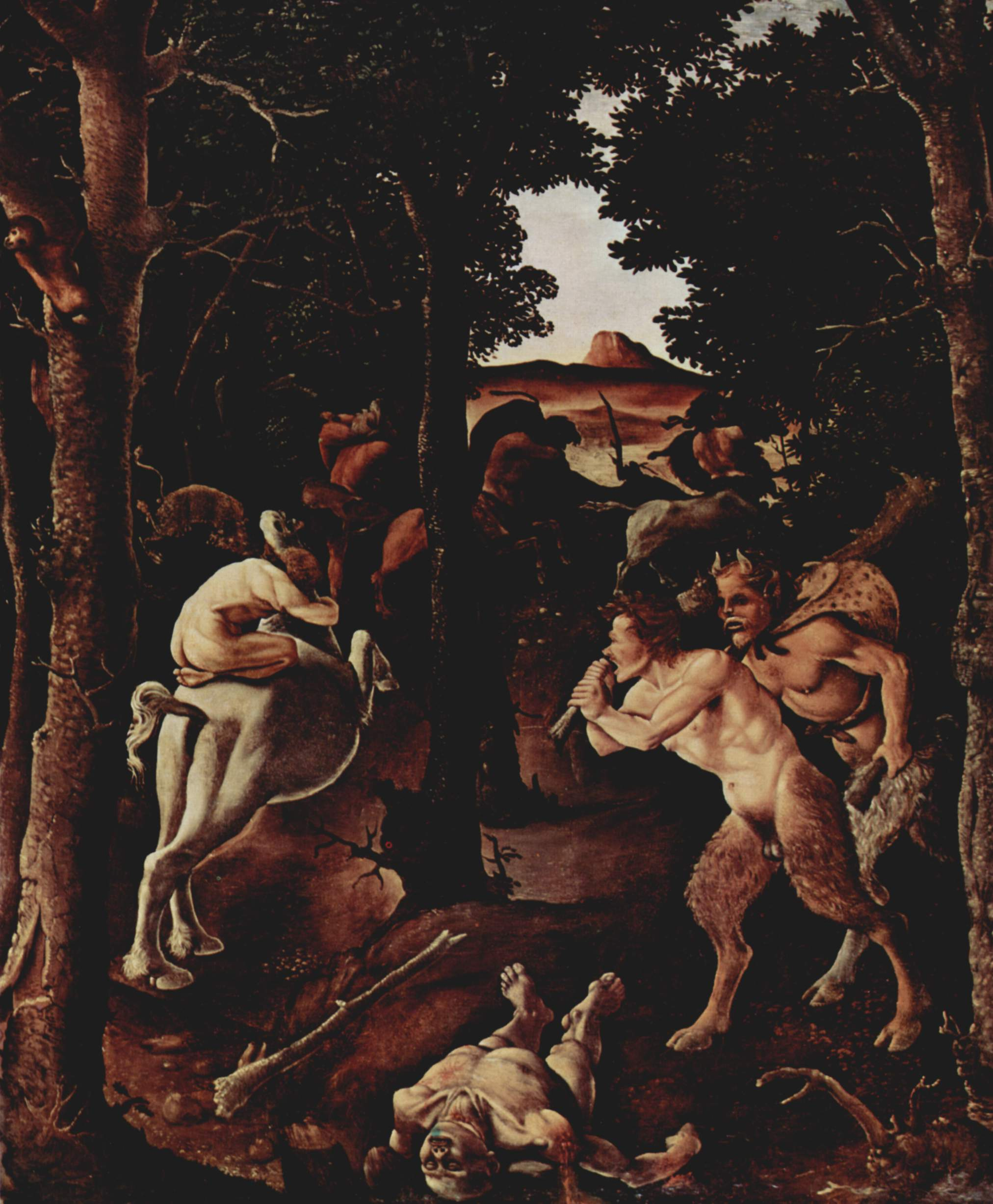